# Vin Bruce
Ervin Bruce (Cut Off (Louisiana), 25 april 1932 - 8 juni 2018) was een cajun-muzikant. 
Vin Bruce was de zoon van Levy Bruce, zelf een violist die lokaal cajunmuziek speelde. Vanaf zijn tiende leerde Bruce zichzelf gitaar spelen. In 1946 begon hij te spelen bij Dudley Bernard and the Southern Serenader's Band en later bij Eugene Rodrigue and The Louisiana Troubadours Band. In 1950 begon Bruce als soloartiest. In 1951 kreeg hij de kans opnamen te maken in Nashville voor Columbia Records met gereputeerde lokale muzikanten. Hij bracht cajun traditionals en zelf geschreven nummers. Hij was een van de eerste cajunartiesten die mocht optreden in de Grand Ole Opry. In 1956 werd het contract van Bruce bij Columbia niet vernieuwd; rock and roll kende zijn doorbraak.
Vin Bruce bleef wel optreden met zijn band The Acadians in de Verenigde Staten en het buitenland en hij maakte opnamen voor JIN, Swallow, La Louisianne en Lanor.
Matte werd opgenomen in de Hall of Fame van de Cajun French Music Association en in de Nashville Hall of Fame.